# Edd (Eritrea)
Edd es una localidad de Eritrea,en la región de Debubawi Keyih Bahri.

## Demografía
Según estimación 2010 contaba con 13951 habitantes.